# Djibouti Air
Djibouti Air es una aerolínea con base en Yibuti.

## Operaciones
Es propiedad del gobierno de Yibuti así como de inversores privados de los Emiratos Árabes Unidos.
La aerolínea comenzó a operar el 3 de marzo de 2011, con un vuelo a Dubái desde Yibuti.
Con dos 737 previstos para su entrega, Djibouti Air planea dar servicio a 1.500 pasajeros diarios.

## Destinos
Inicialmente, la aerolínea volaría solo a Dubái. En los primeros seis meses, la compañía también esperaba iniciar vuelos a Etiopía, Somalia, Yemen y Kenia, tras lo que estaría prevista su ampliación hacia el Oriente y Europa. Además, está previsto incrementar el número de frecuencias a Oriente Medio.

## Flota
La flota de Djibouti Air incluye los siguientes tipos de aviones:
- 1 Boeing 737-200
- 1 Boeing 737-300